# Arakava Sizuka
Arakava Sizuka (Tokió, 1981. december 29. –) japán olimpiai és világbajnok műkorcsolyázónő.  Ő az első japán műkorcsolyázónő, aki olimpiát nyert. A 2006-os olimpiai játékok után visszavonult a versenyzéstől.

## Pályája
Arakava Sizuka ötévesen kezdett el érdeklődni a korcsolyázás iránt, és belépett a Csibikko Korcsolyaiskolába. Hétévesen elkezdett balettórákra járni, és egy korábbi olimpikon Nagakubo Hirosi lett az edzője. Nyolcévesen ugrotta meg először a tripla salhowot.
1994-ben vett részt először hazája junior bajnokságán. Japánban ő volt az első korcsolyázó, aki meg tudott nyerni három egymást követő junior bajnokságot.
Arakava 1998-ban és 1999-ben is megnyerte a felnőtt bajnokságot. 1998-ban vett rész először a Téli Olimpiai Játékokon 16 évesen Naganóban, ahol a 13. helyen végzett.
2002-ben a nemzeti bajnokságon a második helyen végzett, ezért nem nevezték a 2002-es olimpiára.
A 2002-2003-as szezonban megnyerte az Ázsiai Téli Játékokat, a dobogó második fokára állhatott fel a Négy Kontinens Bajnokságon, és negyedik helyen végzett a Grand Prix Döntőn.
2004-ben megnyerte a Dortmundban rendezett Világbajnokságot. Itó Midori (1989) és Szató Júka (1994) után ő volt a harmadik japán műkorcsolyázónő, aki világbajnokságot nyert. A világbajnokság után vissza akart vonulni, de megváltoztatta terveit. A 2005-ös világbajnokságon elért 9. helye adta a motivációt a folytatáshoz, mivel nem szerette volna otthagyni a versenyzést egy ilyen alacsony helyezéssel.
A 2006-os olimpiára Nyikolaj Morozov készítette fel, melyet meg is nyert. Ő szerezte meg a 2006-os téli olimpiai játékokon Japán egyetlen aranyérmét. Arakava Sizuka az olimpia után visszavonult a versenyzéstől.

### Profi pályafutása
Arakava 2006-óta különböző bemutatókon lép fel, valamint rendszeres kommentátora a műkorcsolya versenyeknek. 2006-ban szerepelt egy japán tv-sorozatban is.

## Eredményei

### 2000-óta
| Esemény                | 2000-2001 | 2001-2002 | 2002-2003 | 2003-2004 | 2004-2005 | 2005-2006 |
| ---------------------- | --------- | --------- | --------- | --------- | --------- | --------- |
| Téli Olimpiai Játékok  |           |           |           |           |           | 1.        |
| Világbajnokság         |           |           | 8.        | 1.        | 9.        |           |
| Négy Kontinens Verseny | 6.        | 2.        | 2.        |           |           |           |
| Japán Bajnokság        | 2.        | 2.        | 3.        | 3.        | WD        | 3.        |
| Ázsiai Téli Játékok    |           |           | 1.        |           |           |           |
| Grand Prix Döntő       |           |           | 4.        | 3.        | 2.        |           |
| Cup of China           |           |           |           |           |           | 3.        |
| Trophee Eric Bompard   | 9.        | 6.        |           | 2.        |           | 3.        |
| Cup of Russia          | 7.        |           | 5.        |           | 2.        |           |
| NHK Trophy             |           |           | 3.        |           | 1.        |           |
| Skate America          |           | 4.        |           | 3.        |           |           |
| Skate Canada           |           |           |           | 2.        |           |           |
| Winter Universiade     |           |           | 1.        |           |           |           |

### 2000 előtt
| Esemény                | 1993-1994 | 1994-1995 | 1995-1996 | 1996-1997 | 1997-1998 | 1998-1999 | 1999-2000 |
| ---------------------- | --------- | --------- | --------- | --------- | --------- | --------- | --------- |
| Téli Olimpiai Játékok  |           |           |           |           | 13.       |           |           |
| Világbajnokság         |           |           |           |           | 22.       |           |           |
| Négy Kontinens Verseny |           |           |           |           |           | 6.        |           |
| Junior Világbajnokság  |           | 8.        | 7.        | 8.        |           |           |           |
| Japán Bajnokság        |           |           |           | 2.        | 1.        | 1.        | 5.        |
| Japán Junior Bajnokság |           | 1.        | 1.        | 1.        |           |           |           |
| Ázsiai Téli Játékok    |           |           |           |           |           | 2.        |           |
| Skate America          |           |           |           |           |           | 9.        |           |
| Sparkassen Cup         |           |           |           |           | 7.        |           | 5.        |
| NHK Trophy             |           |           |           | 7.        | 6.        | 8.        | 5.        |
| Nebelhorn Trophy       |           | 2.        | 1.        |           |           |           |           |
| Triglav Trophy         | 1.        |           |           |           |           |           |           |